# Vlag van Seine-Saint-Denis

Vlag van Seine-Saint-Denis

De vlag van Seine-Saint-Denis is de niet-officiële vlag van het Franse departement Seine-Saint-Denis. Net als de meeste andere departementen van Frankrijk heeft Seine-Saint-Denis geen officiële vlag, maar wordt de hier rechts afgebeelde vlag op niet-officiële wijze gebruikt. De vlag is afgeleid van het wapen van dit departement.
De vlag is verdeeld in twee helften:
- Bovenste helft: Een blauwe achtergrond met een patroon van gouden lelies.
- Onderste helft: Een rode achtergrond met drie gouden graanhalmen in het midden, en een witte geometrische vorm die lijkt op een omgekeerde V.
- Midden: Het witte tandwiel staat in het midden boven de rode sectie.

De gouden lelies op een blauw veld herinnert aan de historische vlag van Île-de-France en de Kathedraal van Saint-Denis waar de koningen van Frankrijk begraven liggen. De vlucht staat voor het vliegveld Le Bourget en de drie korenaren staan voor de landbouwactiviteiten van het departement. Het tandwiel symboliseert de industrie.

Historische vlag van Île-de-France